# Григор Скендеров
Григор (Глигор) Хр. Скендеров е български революционер, охридски войвода на Вътрешната македоно-одринска революционна организация.

## Биография
Григор Скендеров е роден през 1873 година в град Охрид, тогава в Османската империя. Занимава се с градинарство, а от април 1902 година е четник при Никола Русински и поп Христо Търпев. През Илинденско-Преображенското въстание е войвода на чета в охридско и се сражава в местността Бигла край село Велмей на 7 август и край Опейнца на 29 август. През Балканската война е в трета партизанска рота на Петър Чаулев от Македоно-одринското опълчение, а през Междусъюзническата е в Сборната партизанска рота.